# Olavo Calheiros
Olavo Calheiros Filho (Murici, Alagoas, 12 de março de 1957) é um engenheiro agrônomo e político brasileiro filiado ao Movimento Democrático Brasileiro (MDB), atualmente deputado estadual de Alagoas. É filho de Olavo Calheiros Novais e irmão mais novo do senador Renan Calheiros, ex-presidente do Senado e tio do ex-governador de Alagoas, Renan Filho.
Olavo iniciou o curso de agronomia na Universidade Federal da Paraíba (UFPB) em 1976 e se formou em 1979. No mesmo período, militou no antigo MDB. Após a abertura política, manteve-se no PMDB e em 1983 assumiu seu primeiro cargo público, de Secretário Municipal de Administração em sua cidade natal, Murici.
Em 1984, Olavo Calheiros chegou ao executivo estadual de Alagoas, no qual exerceu os cargos de Secretário de Viação e Obras Públicas (1984-1986) e da Agricultura (1987-1988). No governo de Manuel Gomes de Barros, ocupou entre julho de 1997 e 1998 o cargo de Secretário de Infra-Estrutura do estado, do qual descompatibilizou-se para concorrer a deputado federal.
Olavo Calheiros foi deputado no Congresso Revisor, entre 1991 e 1995. No mandato seguinte, chegou a exercer o cargo como suplente, só conseguindo assumir uma cadeira de titular a partir das eleições de 1998.
Teve ainda uma rápida passagem pelo PRN, no Governo Collor, entre 1990 e 1991, quando voltou ao PMDB.

## Polêmicas

### Crime Ambiental
Em 2007 deputado Olavo Calheiros Filho passou a ser alvo de investigação por crime ambiental no inquérito 2426, no Supremo Tribunal Federal (STF). O caso foi denunciado ao Ministério Público por Dimário Cavalcante Calheiros, primo do deputado. Olavo Calheiros teria desmatado cerca de 2.000 alqueires remanescentes de mata atlântica na Estação Ecológica de Murici, em Alagoas.
O fazendeiro Antônio Gomes de Vasconcelos, também primo do deputado, chegou a enviar ofício à então ministra do Meio Ambiente Marina Silva relatando os crimes ambientais atribuídos a Olavo Calheiros.

### Tráfico de Influência
Ainda em 2007 o deputado foi alvo de processo no Conselho de Ética da Câmara dos Deputados suposta participação em fraudes em licitações públicas investigadas pela Polícia Federal na Operação Navalha. Na representação encaminhada pelo PSOL, o deputado também foi citado como suspeito de tráfico de influência relacionado à venda de uma fábrica de refrigerantes à cervejaria Schincariol.

### Aumento de Patrimônio
Em abril de 2008 a revista IstoÉ revelou que Olavo Calheiros estava entre os dez parlamentares com maior ganho patrimônial no exercício do mandato. Segundo a reportagem o parlamentar tinha, em 1996, bens que somavam R$ 38 mil. Já em 2006, o valor do patrimônio subiu para R$ 3,95 milhões.

## Gastos de campanha
- Valor máximo de gastos na campanha 2006 declarado ao TSE: R$ R$ 2.800.000.00.
- Bens declarados ao TSE (2006):

1. 1 Apartamento (Flat Alvorada Bloco B, Unidade 3065) Sht Norte Trecho 01 Lt 1- Brasilia, Distrito Federal - R$ 153.626.78
2. Automóvel Vectra, Ano 1999 - R$ 30.500.00
3. Dois Apartamentos - Flat Alvorada Bloco B, Unidade 3075 E 3076, Sht Norte - Brasília - R$ 360.000.00
4. Duas Salas P/ Escritorio No Edificio Ocean Tower, Pajuçara - Maceió, Alagoas - R$ 67.575.33
5. Fazenda Bananeira, Murici, Alagoas - R$ 300.000.00
6. Fazenda Boa Vista, 500 ha - R$ 205.203.92
7. Fazenda Capoeira, 350 ha - R$ 30.000.00
8. Pagamento referente a compra de Apto. No 3º Andar/301, Ed. Igara, Ponta Verde, Maceió - R$ 350.000.00
9. Participção no capital Da Empresa Conny Ind. De Sucos E Refrigerantes Ltda - Alagoas - R$ 2.295.000.00
10. Propriedade de 21 ha, Murici - AL - R$ 28.000.00
11. Uma caçamba Mercedes Benz - R$ 96.000.00
12. Uma sala comercial N.º 103 No Edificio Ocean Tower, Maceió - R$ 40.000.00[4]